# Cydosia rimata
Cydosia rimata là một loài bướm đêm trong họ Erebidae.